# 组合摔跤
《组合摔跤》是一款由Technōs Japan公司制作、太东公司发行的摔跤游戏。本游戏于1983年在街机首发，之后移植至家用电脑和FC游戏机。
游戏的内容是玩家或电脑两个人在摔跤场上进行比赛。